# Белтрюм
Белтрюм (нід. Beltrum) — село в нідерландській провінції Гелдерланд. Входить до муніципалітету Беркелланд.
До 1819 року мало статус окремого муніципалітету.
У селі функціонує найбільша у Європі фабрика з виробництва дерев'яного взуття (традиційних нідерландських кломпів).

## Галерея

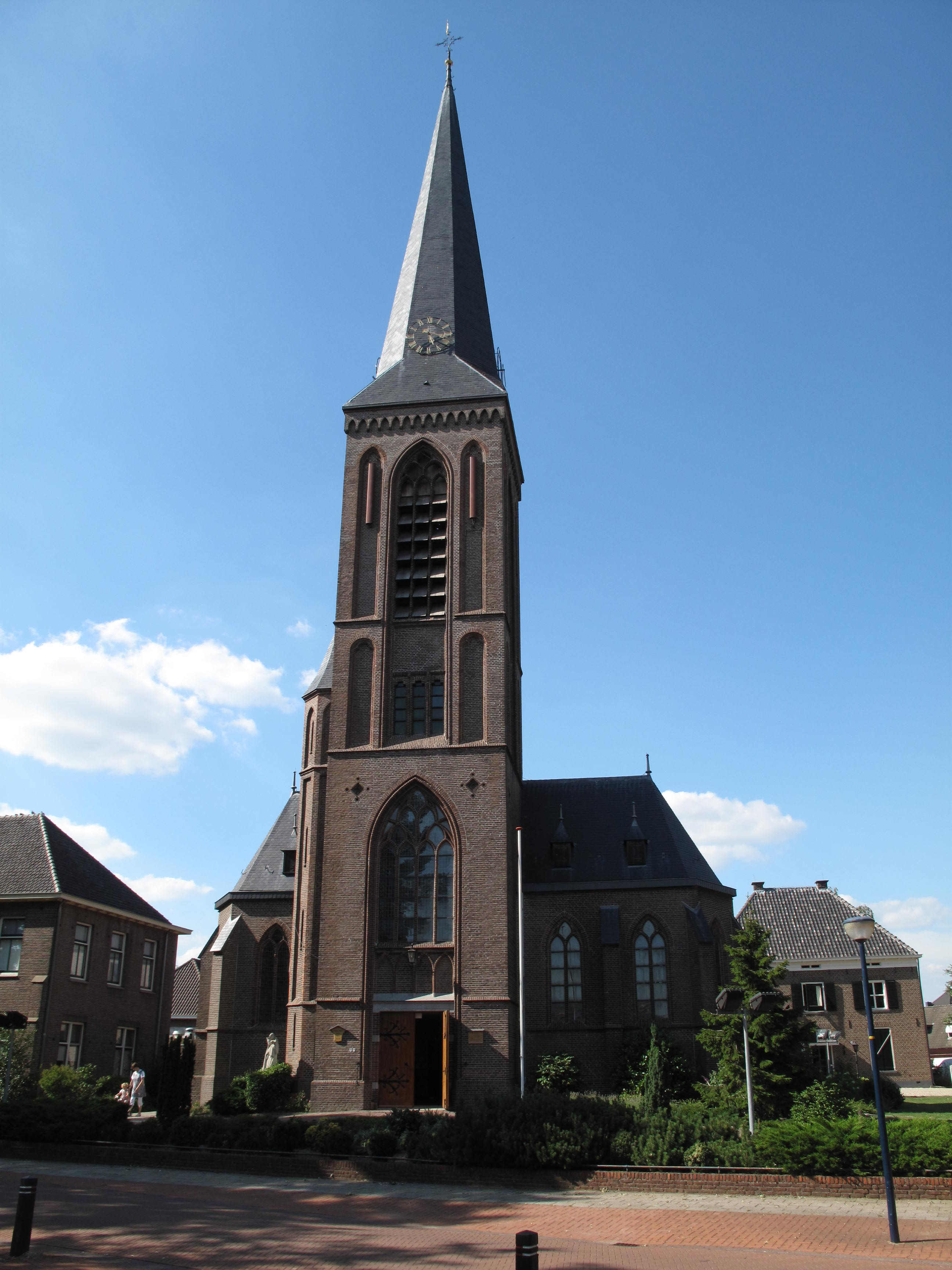
Церква
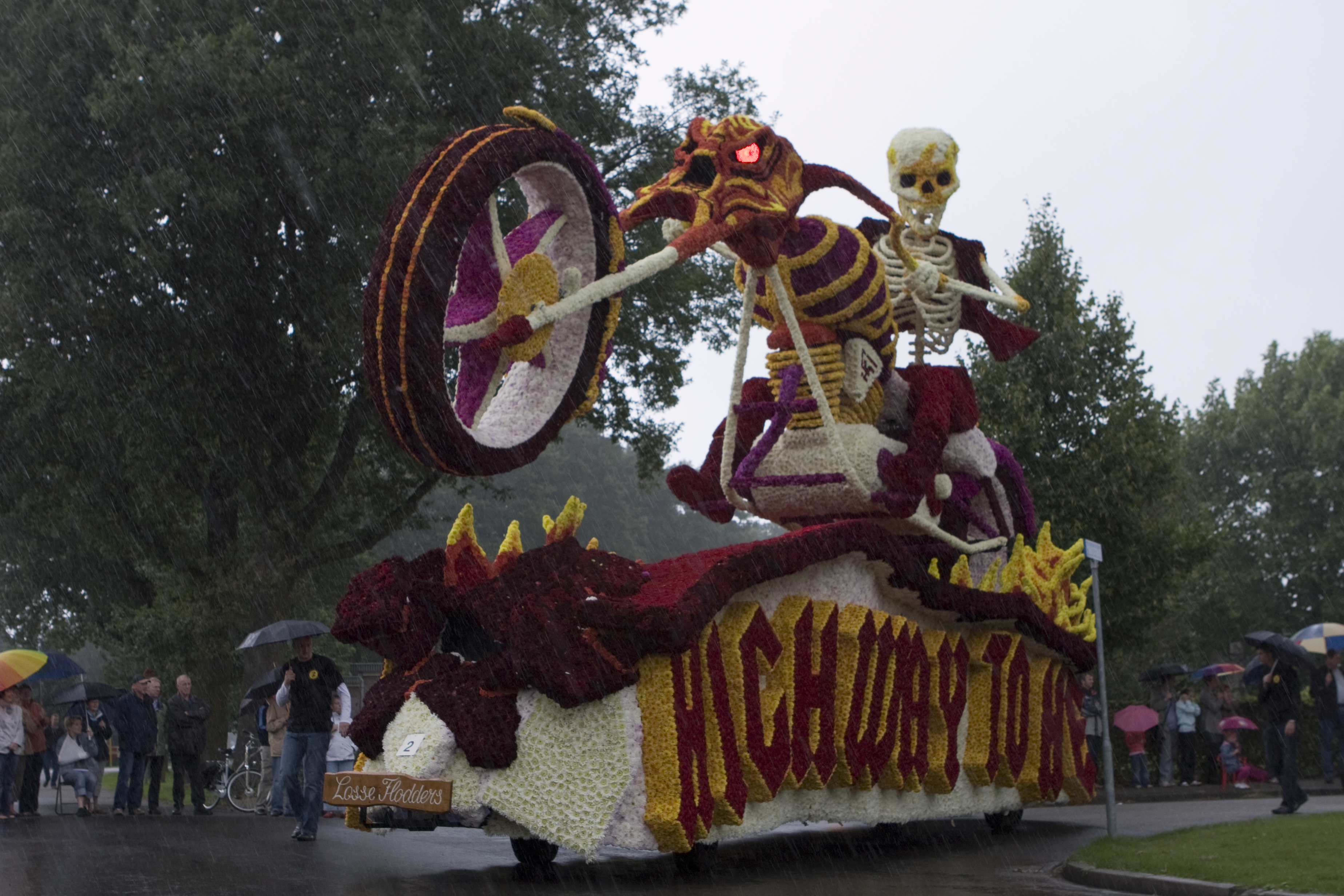
Квіткова інсталяція
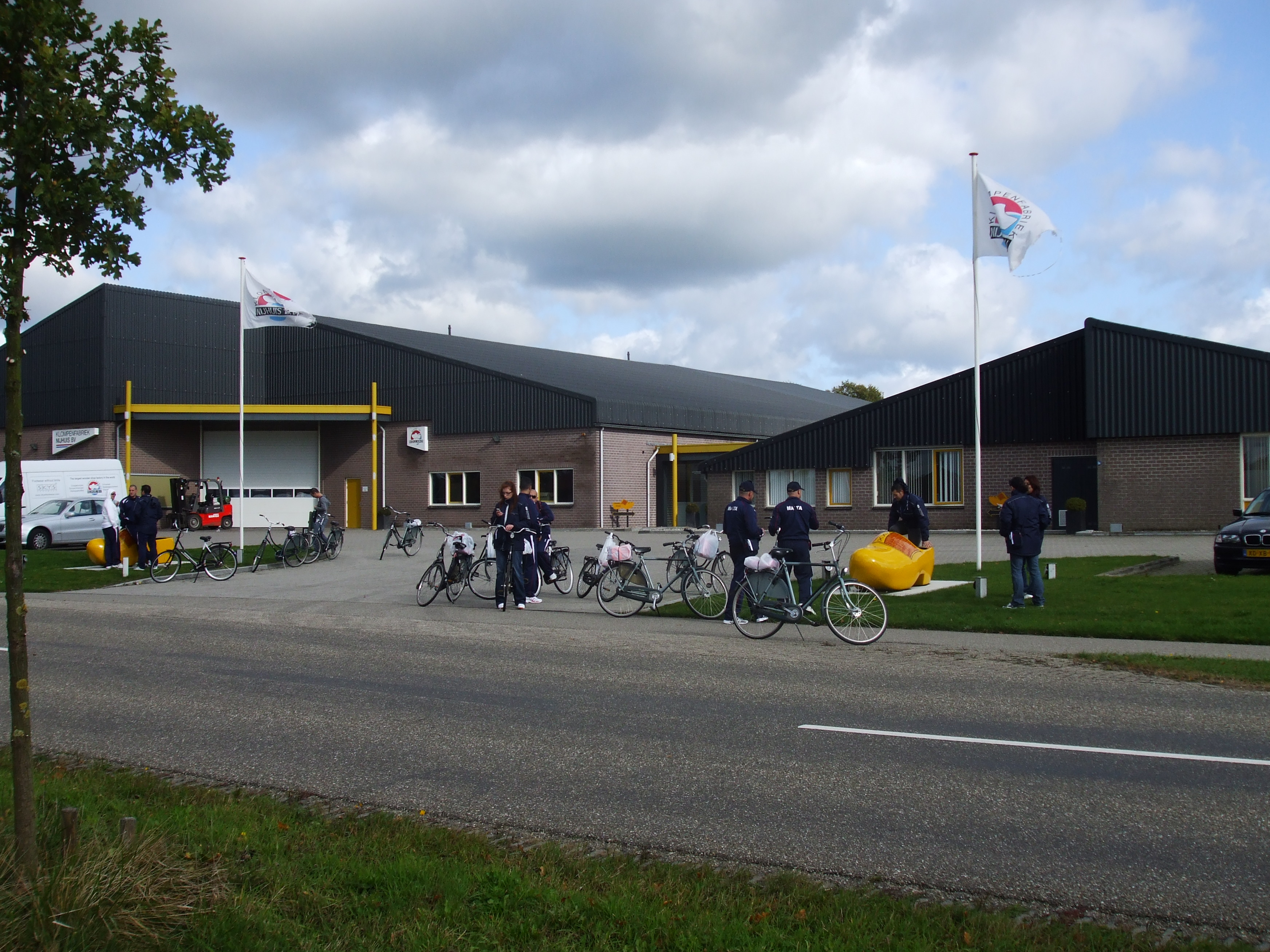
Фабрика з виробництва кломпів